# Stephen Verona
Stephen F. Verona (* 11. September 1940 in Springfield, Illinois; † 13. Juli 2019 in Los Angeles, Kalifornien) war ein US-amerikanischer Drehbuchautor, Filmregisseur und Filmproduzent.

## Leben und Wirken
Verona wuchs im New Yorker Stadtteil Brooklyn auf, wo er an die Madison High School ging. Als junger Erwachsener besuchte er eine New Yorker Kunstschule und erhielt schließlich in der Werbebranche seinen ersten Job. Bei der Firma Ogilvy & Mather war er als Creative Director angestellt. Im Anschluss daran begann Stephen Verona Fernsehwerbung zu drehen. Bei einem dieser Werbedrehs lernte er Mitte der 1960er Jahre den Beatle John Lennon kennen, und beide beteiligten sich an der Herstellung eines Zeichentrickkurzfilms, der sich auf das Beatles-Lied "I Feel Fine" bezog. Mit seinen Folgearbeiten, die Verona im Auftrag von CBS/Columbia Records als Promo-Kurzfilme für Musiker wie Barbra Streisand, Chicago, Santana, Roberta Flack und The Lovin’ Spoonful herstellte, etablierte der New Yorker Ende der 1960er, Anfang der 1970er Jahre eine Art Vorläufer des Musikvideos. Verona wirkte in jenen Jahren auch zeitweilig als Leiter von Lee Strasbergs Actors Studio. Über diese konfliktreiche Erfahrung, die an atmosphärischen Störungen zwischen ihm und Strasberg litt und deshalb nur von kurzer Dauer war, stellte Stephen Verona 1969 einen Kurzfilm namens The Rehearsal her, den er produzierte, inszenierte und auch schnitt. Der 17-Minüter brachte ihm 1972 eine Oscar-Nominierung in der Sparte Bester Kurzfilm ein.
Nach dieser Auszeichnung schien Stephen Verona auch für den klassischen Hollywood-Unterhaltungsfilm interessant. Gemeinsam mit Martin Davidson inszenierte er 1973 den schnörkellosen New York-Film The Lords of Flatbush, der in Deutschland unter dem Titel Brooklyn Blues – Das Gesetz der Gosse anlief und ein wirkungsvolles Abbild vom Leben einer Jugendgang in den späten 1950er Jahren im Stadtteil Flatbush lieferte. Außerdem stellte Verona mit seiner Inszenierung den bis dahin weitgehend unbekannten Nachwuchsmimen Sylvester Stallone erstmals einer breiten Masse vor und ebnete mit diesem Streifen dessen Weltkarriere. 1976 gab Verona der Sängerin Gladys Knight in seiner Inszenierung Alaskaträume erstmals die Gelegenheit, als Schauspielerin aufzutreten. Keine von Veronas Anschlussarbeiten sollte die Aufmerksamkeit seiner Frühwerke erhalten, auch wenn es 1979 bei dem auf dem Filmfestival in Cannes gezeigten Film Promenade am Strand zu einem brisanten, erneuten Aufeinandertreffen mit Strasberg kam. Veronas spätere Kinobeiträge sind gänzlich belanglos. 2002 beendete er seine aktive Filmlaufbahn mit einer Drehbuchbeteiligung an einem deutschen Fernsehfilm. Stephen Verona starb an Lungenkrebs.

## Filmografie
- 1969: The Rehearsal (Kurzfilm. Regie, Produktion, Schnitt)
- 1974: Brooklyn Blues – Das Gesetz der Gosse (The Lords of Flatbush) (Co-Regie, Drehbuch, Produktion)
- 1976: Alaskaträume (Pipe Dreams) (Regie, Drehbuch, Produktion)
- 1979: Promenade am Strand (Boardwalk) (Regie, Drehbuch)
- 1987: Das turboscharfe Spanner-Hotel (Talking Walls) (Regie, Drehbuch)
- 1988: Angela Lansbury's Positive Moves (Video-Dokumentation. Regie, Produktion)
- 2003: Wie tauscht man seine Eltern um? (deutscher Fernsehfilm, Co-Drehbuch)